# بهارک، افغانستان
بهارک (به لاتین: Baharak) یک شهرک در افغانستان است که در ولسوالی بهارک واقع شده‌است.